# Гельмут Бентгаус
Гельмут Бентгаус (нім. Helmut Benthaus, нар. 5 червня 1935, Герне) — німецький футболіст, що грав на позиції півзахисника. По завершенні ігрової кар'єри — тренер. Виступав, зокрема, за клуби «Кельн» та «Базель», а також національну збірну Німеччини.
Чемпіон Німеччини. Чотириразовий чемпіон Швейцарії. Триразовий чемпіон Швейцарії (як тренер). Чемпіон Німеччини (як тренер). 

## Клубна кар'єра
У дорослому футболі дебютував 1954 року виступами за команду клубу «Вестфалія 04», в якій провів сім сезонів, взявши участь у 167 матчах чемпіонату. Протягом 1961—1962 років захищав кольори команди клубу «Мюнхен 1860». Своєю грою за останню команду привернув увагу представників тренерського штабу клубу «Кельн», до складу якого приєднався 1962 року. Відіграв за кельнський клуб наступні три сезони своєї ігрової кар'єри.
1965 року перейшов до клубу «Базель», за який відіграв 7 сезонів.  Завершив професійну кар'єру футболіста виступами за команду «Базель» у 1972 році.

## Виступи за збірну
1958 року дебютував в офіційних матчах у складі національної збірної Німеччини. Протягом кар'єри у національній команді, яка тривала 3 роки, провів у формі головної команди країни 7 матчів.

## Кар'єра тренера
Розпочав тренерську кар'єру, ще продовжуючи грати на полі, 1965 року, очоливши тренерський штаб клубу «Базель».
1982 року став головним тренером команди «Штутгарт», тренував штутгартський клуб три роки.
Останнім місцем тренерської роботи був клуб «Базель», головним тренером команди якого Гельмут Бентгаус був з 1985 по 1987 рік.

## Досягненн

### Як гравця
«Кельн»
- Чемпіон Німеччини
  -  Чемпіон (1): 1963/64

### Як граючий тренер
«Базель»
- Суперліга Швейцарії
  -  Чемпіон (4): 1966/67, 1968/69, 1969/70, 1971/72

- Кубок Швейцарії
  -  Володар (1): 1966/67

- Кубок швейцарської ліги
  -  Володар (1): 1972

- Кубок Альп
  -  Володар (2): 1969, 1970

### Як тренера
- Суперліга Швейцарії
  -  Чемпіон (4): 1972/73, 1976/77, 1979/80

- Кубок Швейцарії
  -  Володар (1): 1974/75

- Суперкубок Швейцарії
  -  Володар (1): 1973

- Кубок Альп
  -  Володар (1): 1981

- Чемпіон Німеччини
  -  Чемпіон (1): 1983/84